# دايفيد موريس
دايفيد موريس (بالإنجليزية: David Morris)‏ (و. 1924 – 2007 م) هو ممثل، وممثل أفلام، من المملكة المتحدة، توفي في واتفورد، عن عمر يناهز 83 عاماً.

## التعليم
تعلم في جامعة أكسفورد، وكلية المجدلية.

## وصلات خارجية
- دايفيد موريس على موقع IMDb (الإنجليزية)
- دايفيد موريس على موقع كينوبويسك (الروسية)